# Anthony Sayer
Anthony Sayer (Londra, 1672 – Londra, dicembre 1741) fu un importante esponente della massoneria inglese e uno dei fondatori della Grand Lodge of London and Westminster istituita il giorno di San Giovanni Battista, 24 giugno 1717, diventata in seguito Gran loggia d'Inghilterra.

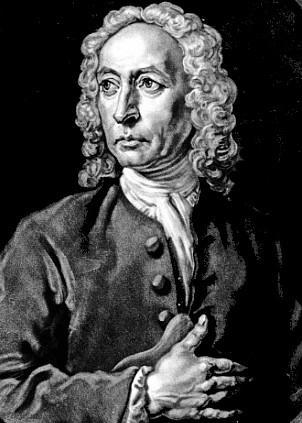
Anthony Sayer, primo gran maestro della Premier Grand Lodge of England

La gran loggia (chiamata comunemente anche Premier Grand Lodge of England) fu creata con l'intento di associare le logge massoniche di Londra in un unico organismo. Per prime aderirono 3 logge londinesi e una di Westminster che prendevano i nomi dalle taverne o pub dove si riunivano: la Goose and Gridiron, la Crown, la Apple Tree Tavern e la Rummer and Grapes. Dai membri della massoneria presenti fu eletto come primo gran maestro della gran loggia Anthony Sayer.
Nonostante la sua rilevante importanza all'interno della massoneria, Sayer ebbe sempre un animo umile e da gentiluomo. È il gran maestro di cui si hanno le informazioni più scarse. Nulla si sa della sua vita, se non che era spesso in ristrettezze economiche, tanto da essere costretto a richiedere degli aiuti economici alla gran loggia il 21 novembre 1724, il 21 aprile 1730 e il 17 aprile, 1741 e anche ricevendo degli aiuti dalla loggia Old King's Arms il 2 febbraio 1736 e il 3 marzo 1740.
Venne nominato primo gran sorvegliante (Senior Grand Warden) nel 1719 dal gran maestro John Theophilus Desaguliers. Fu fatto un reclamo per un suo comportamento irregolare, di cui non si conosce nulla, nel dicembre 1730, dal quale fu completamente scagionato. Fu membro della Apple Tree Tavern, Charles Street e delle logge Fortitude and Old Cumberland No. 12, Diacono (Tyler) della Old King's Arms Lodge No. 28
La sua morte viene registrata nel verbale della loggia Old King's Arms come verificatasi il 6 gennaio 1742; fu seppellito nella chiesa di Covent Garden.